# Kopalnia Węgla Kamiennego Jowisz
Kopalnia Węgla Kamiennego Jowisz (w czasie II wojny światowej Jupitergrube, od 1997 roku Zakład Górniczy Wojkowice) – kopalnia węgla kamiennego w Wojkowicach, która prowadziła eksploatację w latach 1912–2000.

## Historia

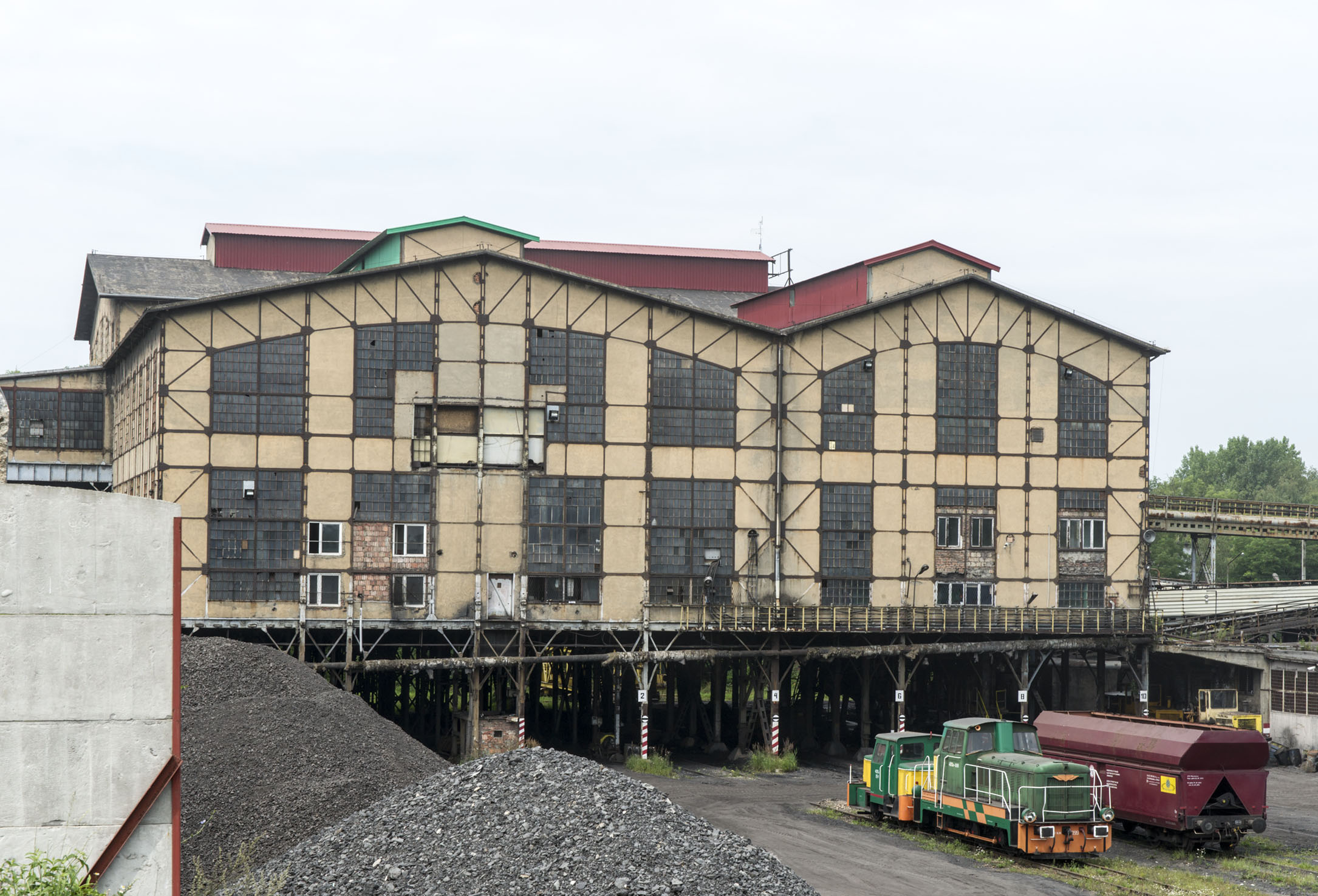
Stacja załadunkowa kopalni Jowisz (2013)

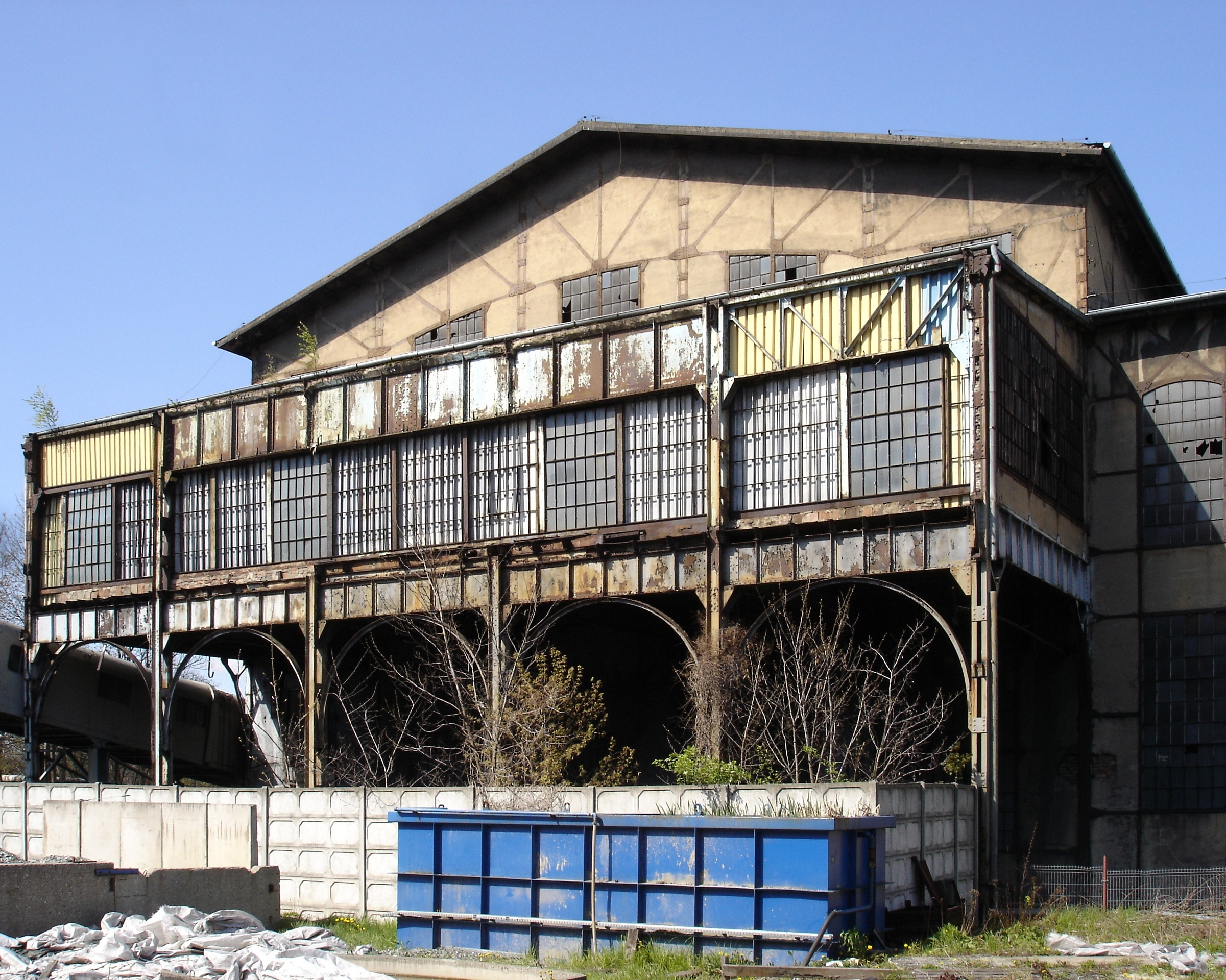
Fragment budynku stacji załadunkowej kopalni Jowisz (2017)

Pomysłodawcą budowy kopalni było Towarzystwo Górniczo-Przemysłowe Saturn stworzone przez właścicieli największych łódzkich zakładów włókienniczych. Dzięki temu zakłady zaopatrywane byłyby w węgiel bez ponoszenia kosztów kupna. W 1907 roku rozpoczęto drążenie pierwszych szybów Karol i Edward. Otwarcie nastąpiło w 1910 roku, a dwa lata później wydobyto pierwszą tonę węgla. W 1914 roku Niemcy zniszczyli urządzenia w szybach, ale cztery miesiące później wznowiono wydobycie. Wkrótce zaczęto montować coraz to nowsze urządzenia. Pierwszy raz do odbudowy chodników użyto tzw. betonitów, czyli betonowych belek. Konie, wykorzystywane w transporcie na dole kopalni, zastąpiono taśmociągiem i kolejką. W kopalni uruchomiono elektrownię zaprojektowaną i zbudowaną przez zespół inż. Jana Obrąpalskiego. W 1918 roku wydobyto około 150 tys. ton węgla, dzięki czemu kopalnia stała się liderem w Zagłębiu. W czasie II wojny światowej kopalnię przejął pruski koncern Preussag, a nazwę zakładu zmieniono na Jupiter. Nazwa Jowisz powróciła po 1945 roku. Po  wojnie kopalnia została włączona w skład Dąbrowskiego Zjednoczenia Przemysłu Węglowego w Sosnowcu. 
W latach 90. XX wieku kopalnia Jowisz znalazła się w bardzo trudnym położeniu. Fakt stałego pogarszania się efektów działalności kopalni spowodował, że decyzją Nadzwyczajnego Zgromadzenia Wspólników KWK Jowisz Sp. z o.o. w czerwcu 1997 roku zobowiązano zarząd do opracowania radykalnych działań umożliwiających osiągnięcie przez Spółkę wskaźników gwarantujących prowadzenie działalności gospodarczej bez ponoszenia strat. Powstały wówczas nowe struktury organizacyjno-kapitałowe w formie spółek z ograniczona odpowiedzialnością (na bazie majątku i pracowników KWK Jowisz):
- Zakład Górniczy Wojkowice Sp. z o.o. – dla prowadzenia eksploatacji części złoża objętego obszarem górniczym o powierzchni 4,3 km² wyodrębnionym z pierwotnego obszaru kopalni z zatrudnieniem 1200 pracowników;
- WOJZEC Sp. z o.o., która zajmowała się wytwarzaniem energii elektrycznej i cieplnej, zatrudniała 8 pracowników;
- Przedsiębiorstwo Handlowo Usługowe Domeks administrowało zasobami mieszkaniowymi z zatrudnieniem 9 pracowników;
- Przedsiębiorstwo Produkcyjno-Handlowo-Usługowe HELIOS Sp. z o.o., które prowadziło działalność produkcyjno-usługową na rzecz kopalni z zatrudnieniem 70 pracowników.

KWK Jowisz Sp. z o.o. została postawiona w stan likwidacji z zadaniem prowadzenia dalszego procesu likwidacyjnego finansowanego z budżetu państwa. Nowy, wydzielony na „zdrowej” części bazy surowcowej, Zakład Górniczy Wojkowice przyniósł dodatni wynik na działalności gospodarczej. Ostatnią tonę węgla wydobyto w 2000 roku, a sześć lat później kopalnia została zlikwidowana.

## Zaplecze socjalne
Dzięki kopalni w Wojkowicach powstało wiele osiedli mieszkaniowych dla pracowników kopalni. Kopalnia pomogła także zrealizować w Wojkowicach takie projekty, jak budowa szkoły tysiąclecia, czy utworzenie kompleksu sportowego w parku miejskim. Zakład posiadał ośrodki wczasowe w Ślemieniu (Beskid Mały) i Świnoujściu.